# عبدالله دوشی
عبدالله دوشی (عربی: عبدالله دوشي؛ زادهٔ ۲۸ اکتبر ۱۹۹۳) یک ورزشکار اهل عربستان سعودی است.
از باشگاه‌هایی که در آن بازی کرده‌است می‌توان به باشگاه فوتبال الفتح عربستان سعودی اشاره کرد.